# Gobierno checoslovaco en el exilio
El Gobierno Checoslovaco en el exilio (a veces denominado Gobierno Provisional de Checoslovaquia) era un título informal que se le daba al Comité de Liberación Nacional de Checoslovaquia, inicialmente reconocido en forma diplomática por el gobierno británico. Posteriormente el nombre sería utilizado por otros Aliados de la Segunda Guerra Mundial, que también lo reconocieron. El Comité fue inicialmente creado por el expresidente de Checoslovaquia, Edvard Beneš en  París, Francia en octubre de 1939. Una serie de negociaciones infructuosas con Francia para que se le reconociera su estatus diplomático, junto con la ocupación alemana de Francia, obligaron al Comité a desplazarse hacia Londres en 1940. Desde allí, en 1941 se mudó a Aston Abbots, Buckinghamshire, donde buscó resguardo frente al London Blitz.
Fue el gobierno en el exilio de Checoslovaquia durante la Segunda Guerra Mundial. Un gobierno explícitamente contrario a la política nazi, que buscó revertir los Acuerdos de Múnich y la subsecuente crisis de los Sudetes, y que propugnó que la República Checoslovaca volviera a sus fronteras de 1937. Como tal, fue considerado (por los países que lo reconocieron) la continuación legal de la República de Checoslovaquia (1918–1939).

## De comité a gobierno

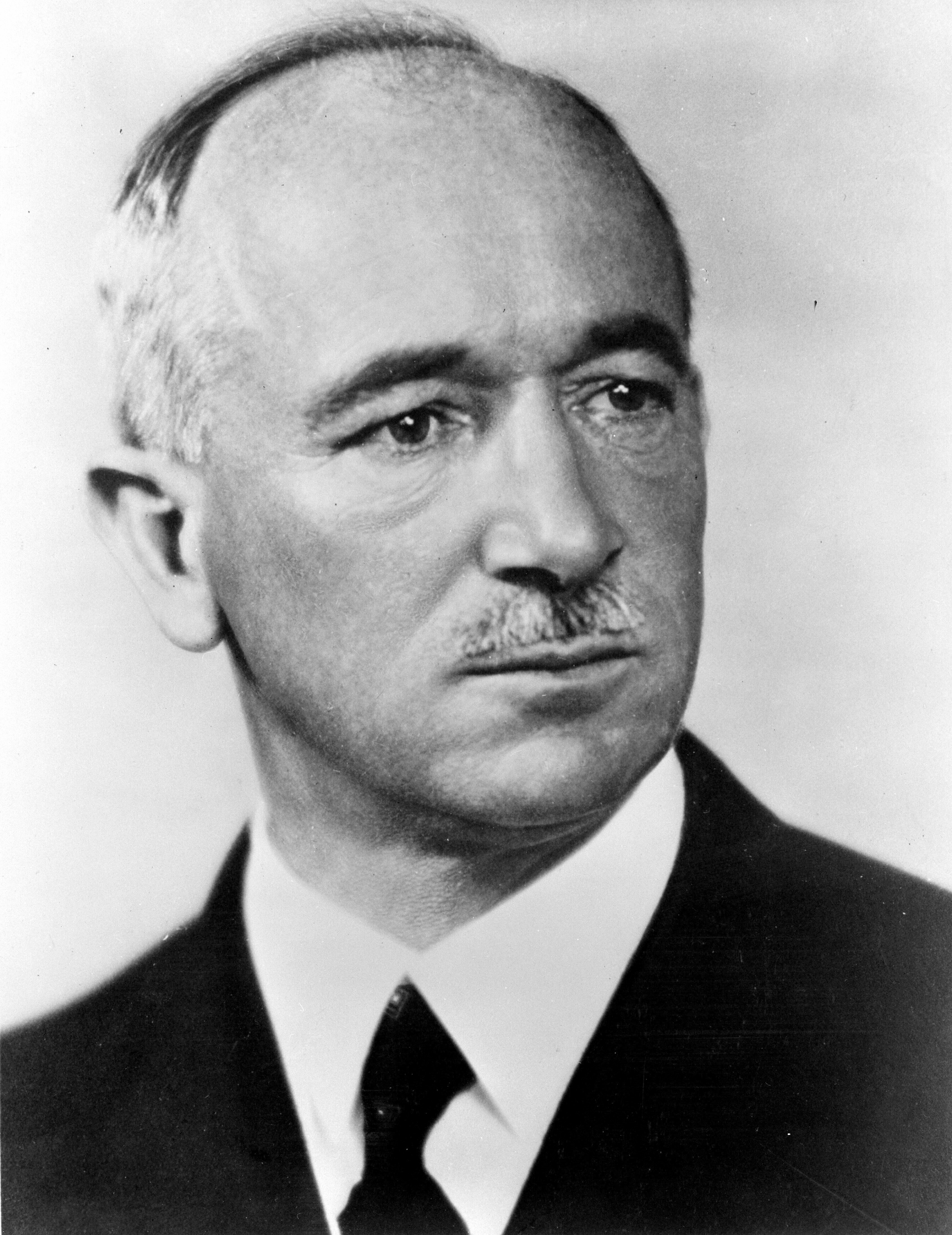
Edvard Beneš, líder del gobierno checoslovaco en el exilio.

Al darse cuenta de que el fin de la República era un hecho consumado, Edvard Beneš renunció como presidente de la Primera República de Checoslovaquia una semana después de que se firmaran los Acuerdos de Múnich mediante los cuales se cedieron los Sudetes a la Alemania Nazi. Beneš inicialmente huyó hacia la Universidad de Chicago, donde se refugió en la misma comunidad que una vez había dado refugio a su predecesor y amigo, Tomáš Masaryk.
Durante su estancia allí, se le pidió que regresara a Europa para organizar algún tipo de gobierno en el exilio. Entonces volvió a Europa para vivir en París, junto con varias otras figuras claves de su anterior gobierno. Después del comienzo formal de la Segunda Guerra Mundial, el grupo se hizo conocido como el Comité de Liberación Nacional Checo, e inmediatamente comenzaron a buscar reconocimiento internacional como el gobierno de Checoslovaquia en el exilio. Pero aunque a finales de 1939 Francia y el Reino Unido le habían extendido el derecho a negociar tratados internacionales —Francia el 13 de noviembre de 1939 y el Reino Unido el 20 de diciembre de 1939—, aún no habían reconocido esos tratados como firmados en nombre de la República Checoeslovaca.
De hecho, fue Francia la que mayores obstáculos puso para aceptar al Comité como un gobierno en el exilio con plenos poderes. El gobierno de Édouard Daladier fue ambivalente con respecto a las ambiciones del Comité y de Checoslovaquia en general. Aunque públicamente había considerado la política de apaciguamiento de Hitler como una vía hacia la guerra, a la larga Daladier capituló a los deseos de Neville Chamberlain. Después de que comenzase la guerra Daladier y su gobierno vacilaron a la hora de decidir cuál era la amenaza más grande, si los soviéticos o los nazis. Asimismo, aunque extendió el reconocimiento al Comité como una agencia no gubernamental, su gobierno se mantuvo neutral en cuanto a Beneš, y vio muchas posibilidades para una Checoslovaquia de posguerra. Una de sus principales objeciones para otorgar el estatus de gobierno a Beneš era la situación confusa en cuanto a Eslovaquia que era independiente por esa época. Basándose en la situación en Eslovaquia, el gobierno francés del invierno de 1939 consideraba que Beneš no hablaba necesariamente en nombre de todos los checoslovacos. Por lo tanto, la diplomacia de Francia hacia Beneš fue ágil. Evitó cualquier expresión directa de apoyo al deseo del Comité de Beneš de revertir a la situación de la Primera República. Sin embargo, dado que Beneš era clave para conseguir el apoyo militar del ejército checoslovaco, Francia se convirtió en la primera nación en firmar un tratado con el Comité. El acuerdo del 2 de octubre de 1939 entre Francia y Beneš permitía la reconstitución del ejército checoslovaco en el territorio francés. A la larga, unidades de la Primera División del Ejército Checoslovaco lucharon junto a sus anfitriones durante las últimas etapas de la Batalla de Francia.
Fue el fracaso de las fuerzas militares aliadas en esta batalla lo que más directamente ayudó a las ambiciones del Comité de Beneš. Con la rendición de Francia, las opiniones del recién elegido Winston Churchill tomaron precedencia sobre los asuntos de la Tercera República. Churchill tuvo una opinión mucho más clara que su predecesor con respecto a los asuntos checoslovacos, y rápidamente reconoció a Beneš como presidente de un gobierno en el exilio. No obstante, el Comité todavía se sentía algo inseguro en cuanto a este reconocimiento, porque si bien específicamente se mencionaba a Beneš como presidente, no se vinculó explícitamente a Beneš con el gobierno que había existido previamente. Por ello, el Comité presionó a los británicos en abril de 1941, para que fueran más claros. El 18 de abril enviaron una carta al Reino Unido, pidiendo que sus acuerdos fueran «firmados, como se hacía antes de septiembre de 1938, en el nombre de la República Checa». Anthony Eden, el Secretario de Estado de Asuntos Exteriores británico, dio su asentimiento en este sentido el 18 de julio de 1941. Los Estados Unidos y la Unión Soviética casi se vieron obligados a proceder de la misma manera cuando Eslovaquia declaró la guerra a ambos países. Con un gobierno del Eje establecido en Bratislava, el único gobierno amistoso que quedó por reconocer durante la segunda mitad del año fue el que encabezaba Beneš. El tema legal que quedaba por resolver era si el gobierno de Beneš era realmente una continuación de la Primera República o un sucesor sin un soporte constitucional sólido.
Esta duda se terminó de resolver durante la primavera de 1942. Después de casi seis meses de planificación detrás de líneas enemigas, los espías checos aliados en Bohemia hirieron de muerte a Reinhard Heydrich, el dictador que encabezaba el Protectorado de Bohemia y Moravia. El éxito de esta misión, cuyo nombre clave era "Operación Antropoide", determinó que el Reino Unido y Francia repudiaran formalmente los Acuerdos de Múnich, concediendo así una legitimidad de iure al gobierno de Beneš como la continuación de la Primera República.
A partir de ese momento, el futuro del gobierno dependió de la victoria de los Aliados.

## Planificación para el futuro
Los Acuerdos de Múnich habían sido precipitados por las actividades subversivas de los alemanes de la zona de los Sudetes. Durante los últimos años de la guerra, Beneš buscó resolver el problema de la minoría alemana y recibió el consentimiento de los Aliados para una solución basada en una relocalización durante la posguerra de la población alemana de los Sudetes. La Primera República se había comprometido con una política occidental en asuntos exteriores. Los Acuerdos de Múnich fueron el resultado de esta acción. Beneš decidió fortalecer la capacidad de Checoslovaquia de resistir una agresión alemana futura mediante el establecimiento de alianzas con Polonia y la Unión Soviética. Sin embargo, la Unión Soviética se opuso a un compromiso de tres partes. En diciembre de 1943, el gobierno de Beneš firmó un tratado con los soviéticos.

## Posguerra
El interés de Beneš en mantener relaciones amistosas con la Unión Soviética fue también motivado por su deseo de disuadir a los soviéticos de producir un golpe comunista posguerra en Checoslovaquia. Beneš trabajó para conseguir que los exiliados comunistas checoslovacos en el Reino Unido cooperaran con su gobierno, a través del ofrecimiento de concesiones de gran alcance que incluían la nacionalización de la industria pesada y la creación de comités de la población local después de la guerra. En marzo de 1945 otorgó puestos clave en su gabinete ministerial a exiliados checoslovacos comunistas en Moscú.